# 常磐津一巴太夫
常磐津 一巴太夫（ときわず いちはだゆう、1930年12月25日 - 2014年8月15日）は常磐津節浄瑠璃の太夫（語り手）。重要無形文化財「常磐津節浄瑠璃」の保持者として各個認定された（いわゆる人間国宝、1995年認定）。